# Gundesbøl å
Gundesbøl å är ett vattendrag i Danmark. Dess källa ligger öster om Ølgod, Varde kommun i Region Syddanmark. Den flyter sedan norrut genom Ringkøbing-Skjerns kommun i Region Mittjylland och mynnar i Omme å öster om Tarm.